# Твердопаливний ракетний двигун
Твердопа́ливний раке́тний двигу́н (РДТП — ракетний двигун твердого палива) — ракетний двигун одноразового використання, у якому як паливо застосовують тверде пальне й окисник. Теплова енергія, котра виділяється під час згоряння, та тиск, що виникає в камері згоряння такого двигуна, під час виходу перетворюються на кінетичну енергію і, завдяки цьому, створюють тягу способом відбою. 
Позначення на схемі: 1.Твердопаливно-окиснювальна суміш (пальне), упакована в корпус. 2.Запальник спонукає горіння пороху. 3.Центральний отвір (може бути різної форми — від круглої до зіркоподібної) у пальному діє як камера згоряння. 4.Випускне сопло (може мати додаткову насадку) розширюється та пришвидшує газовий струмінь для створення тяги. 5. Вихлоп виходить із патрубка.

## Загальне
Найперші ракети в історії були твердопаливними та приводилися в дію порохом; вони застосовувалися у війнах арабами, китайцями, персами, монголами та індійцями в 13 столітті.
В усіх ракетах застосовувався певний різновид твердого або порошкоподібного палива до 20-го століття, коли ракети з рідинним пальним запропонували діяльніші та керованіші рішення. Твердопаливні ракети використовують сьогодні у військових озброєннях у всьому світі, моделях ракет, твердопаливних ракетних прискорювачах і для більшої кількості застосувань, через їхню простоту та надійність.
Оскільки ракети на твердому пальному можуть залишатися на зберіганні протягом тривалого часу (десятки років) без значного погіршення якості палива, і вони майже завжди запускаються надійно, їх часто застосовують з військовою метою, наприклад для ракетної зброї. Нижча продуктивність твердого пального (порівняно з рідинним) не сприяє використанню їх як основного двигуна в сучасних середніх і великих ракетах-носіях, які зазвичай застосовуються для виводу на орбіти комерційних супутників і запуску великих космічних зондів. Тверді речовини, однак, часто слугують як пальне у навісних прискорювачах для збільшення вантажності або як обертально-усталені додаткові ступені, коли потрібні швидкості вищі за звичайні. Твердопаливні ракети використовуються як легкі ракети-носії для доправлення корисного навантаження на низьку навколоземну орбіту (ННО) до 2 тонн, або рятувального корисного навантаження до 500 кілограмів (1100 фунтів).

## Улаштування

ignition charge - заряд запалювання, seal - затвор сопла

Вихідний отвір камери згоряння особливої форми називається соплом, яке призначене для підвищення швидкості на виході (що призводить до більшої тяги) і зростання внутрішнього тиску в камері згоряння (що прискорює горіння). Зазвичай використовують сопло Лаваля. Насадка повинна охолоджуватися, що досягається або додатковим покриттям, або внутрішніми лініями охолодження, крізь які протікає паливо, яке часто є кріогенним (у рідинних двигунах).
За зразкових умов, вихідний струмінь має розсіюватися до тиску навколишнього середовища; це неможливо у вакуумі, або з прикладних причин (довжина та маса), через це будова сопла і насадки є компромісною частиною конструкції рушія.
Головний показник ракетних двигунів — питомий імпульс, який визначає ефективність рушія як співвідношення між імпульсом і спожитою масою пального. В одиницях СІ для твердопаливного двигуна — 2450 м/с, у рідинного двигуна показник набагато вище, наприклад, для колишнього американського космічного човника — 4444 м/с.
Для твердопаливного ракетного двигуна, корпус для зберігання твердого пального стає камерою згоряння.
Ракета втрачає масу протягом роботи її ракетного двигуна (коли тяга залишається незмінною, прискорення збільшується. Для хімічного ракетного двигуна, яким є ракетний двигун на твердому паливі, споживання пального дуже велике, отже таке явище набагато важливіше, ніж наприклад для ядерного ракетного двигуна, який нагріває газ що викидається, завдяки ядерній реакції. Електричні ракетні двигуни (іонні) споживають ще менше пального впродовж роботи.

## Застосування

### Ракетомодельний спорт
Завдяки відносній простоті та дешевизні конструкції ТРД широко застосовуються у ракетомодельному спорті та інших видах технічного моделізму. Окрім одноразових ТРД, також створено багаторазові (перезаряджувані) ТРД.

Діаграма кривих тяги різних модельних ракетних двигунів

1) сопло, 2) затвор сопла, 3) основний заряд, 4) сповільнювач, 5) вишибний заряд, 6) пиж.
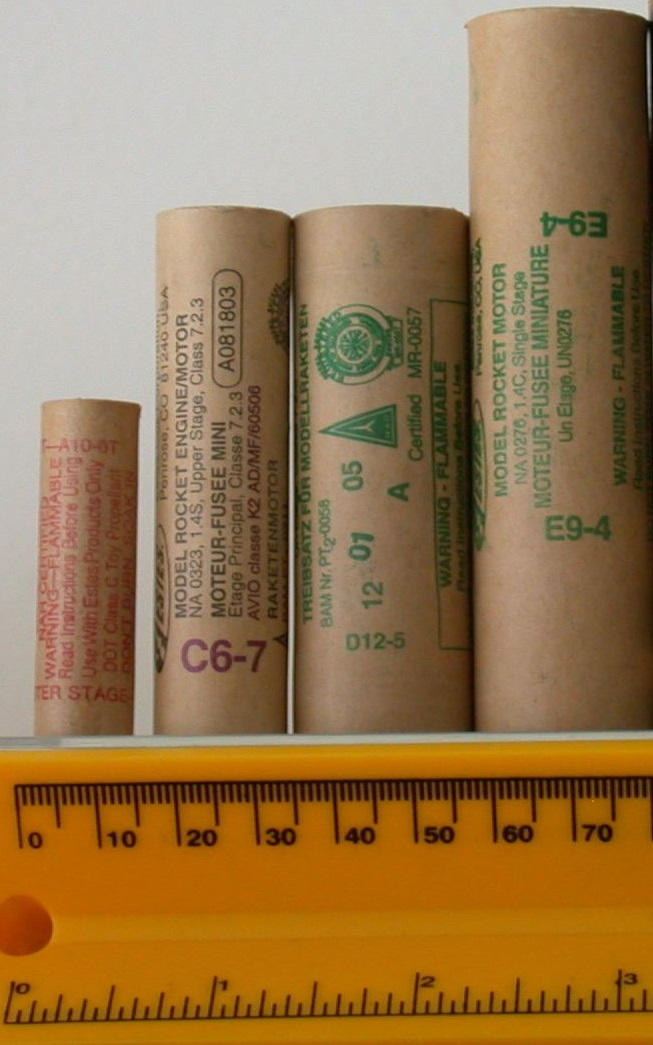
Одноразові модельні ТРД
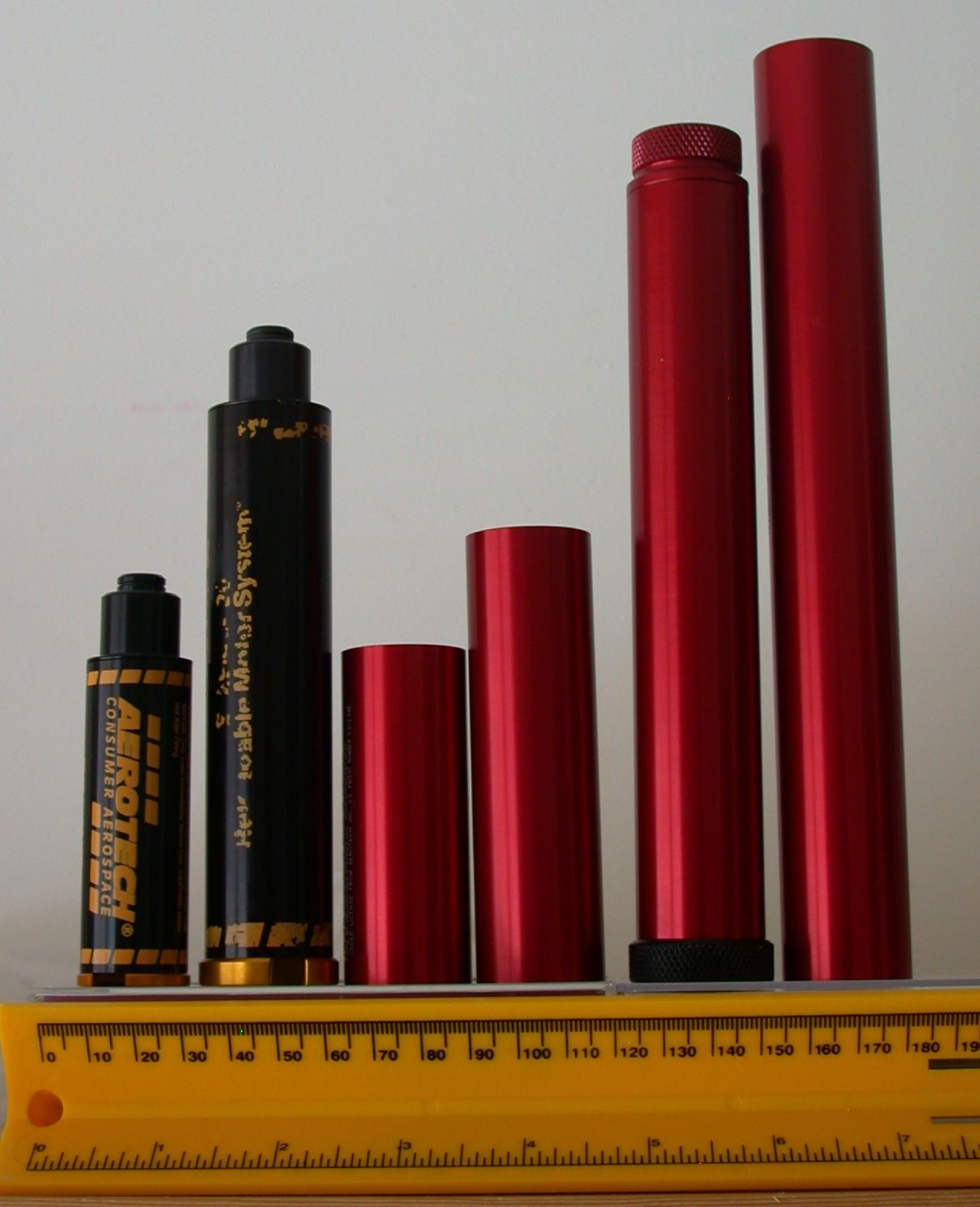
Багаторазові модельні ТРД

Одними з найдоступніших ТРД для моделізму є одноразові двигуни марки «МРД» (рос. Модельный ракетный двигатель, досл. «Модельний ракетний двигун»). В Україні виробництво двигунів «МРД» підлягало обов'язковому ліцензуванню до 2015.

Діаграма кривих тяги двигунів МРД (серія з нульовим часом сповільнювача)

| Серія   | Маркування  | Діаметер, мм | Довжина, мм | Маса, г | Маса палива, г | Імпульс тяги (загальний), Н | Максимальна тяга, Н | Середня тяга, Н | Час горіння, с | Час горіння сповільнювача, с |
| ------- | ----------- | ------------ | ----------- | ------- | -------------- | --------------------------- | ------------------- | --------------- | -------------- | ---------------------------- |
| МРД 2,5 | МРД 2,5-3-0 | 13           | 55          | 6,5 - 7 | 2,5            | 2,5                         | 9                   | 3               | 0,85           | 0                            |
| МРД 2,5 | МРД 2,5-3-3 | 13           | 55          | 6,5 - 7 | 2,5            | 2,5                         | 9                   | 3               | 0,85           | 3                            |
| МРД 2,5 | МРД 2,5-3-6 | 13           | 55          | 6,5 - 7 | 2,5            | 2,5                         | 9                   | 3               | 0,85           | 6                            |
| МРД 5   | МРД 5-3-0   | 13           | 55          | 9,5-10  | 5              | 5                           | 9                   | 3               | 1,7            | 0                            |
| МРД 5   | МРД 5-3-3   | 13           | 55          | 9,5-10  | 5              | 5                           | 9                   | 3               | 1,7            | 3                            |
| МРД 5   | МРД 5-3-6   | 13           | 55          | 9,5-10  | 5              | 5                           | 9                   | 3               | 1,7            | 6                            |
| МРД 5   | МРД 5-8-0   | 18,6         | 70          | 17-19   | 5              | 5                           | 20                  | 8               | 0,6            | 0                            |
| МРД 5   | МРД 5-8-4   | 18,6         | 70          | 17-19   | 5              | 5                           | 20                  | 8               | 0,6            | 4                            |
| МРД 10  | МРД 10-8-0  | 18,6         | 70          | 23-25   | 12             | 10                          | 20                  | 8               | 1,2            | 0                            |
| МРД 10  | МРД 10-8-4  | 18,6         | 70          | 23-25   | 12             | 10                          | 20                  | 8               | 1,2            | 4                            |
| МРД 10  | МРД 10-8-7  | 18,6         | 70          | 23-25   | 12             | 10                          | 20                  | 8               | 1,2            | 7                            |
| МРД 10  | МРД 10-10-0 | 20,25        | 70          | 25-27   | 12             | 10                          | 40                  | 10              | 1,0            | 0                            |
| МРД 10  | МРД 10-10-4 | 20,25        | 70          | 25-27   | 12             | 10                          | 40                  | 10              | 1,0            | 4                            |
| МРД 10  | МРД 10-10-7 | 20,25        | 70          | 25-27   | 12             | 10                          | 40                  | 10              | 1,0            | 7                            |
| МРД 20  | МРД 20-10-0 | 20,25        | 85          | 37-40   | 25             | 20                          | 40                  | 10              | 2,0            | 0                            |
| МРД 20  | МРД 20-10-4 | 20,25        | 85          | 37-40   | 25             | 20                          | 40                  | 10              | 2,0            | 4                            |
| МРД 20  | МРД 20-10-7 | 20,25        | 85          | 37-40   | 25             | 20                          | 40                  | 10              | 2,0            | 7                            |